# Ернст XI фон Глайхен-Ремда
Ернст XI (XIII, XIV) фон Глайхен-Ремда (на немски: Ernst XI (XIII, XIV) von Gleichen-Remda; * ок. 1460; † 1504) е граф на Глайхен-Ремда-Бланкенхайн в Тюрингия (1492 – 1504).

## Произход
Той е син на граф Ернст X (XI, XII) фон Глайхен-Бланкенхайн-Рембда-Алтернберг († 27 януари 1492) и съпругата му Катарина фон Райзенбург († сл. 1297). Внук е на граф Ернст IX (X) фон Глайхен-Бланкенхайн-Алтенберга († 1458/1461) и Елизабет Витцтум фон Аполда († сл. 1492). Брат е на граф Хектор I, господар на Ремда, Бланкенхайн и Шауенфорст († 1548), и на граф Адолф II фон Глайхен-Ремда († 1523).

## Фамилия
Ернст XI фон Глайхен-Ремда се жени 1497 г. за Маргарета Шенкин фон Таутенбург († сл. 8 май 1523), дъщеря на Ханс, Шенк фон Таутенбург († сл. 1475) и Анна фон Плауен († 1501). Те имат две деца:
- Йохан II († 16 юли 1545), граф na Глайхен-Ремда, женен I. за Хедвиг фон Гера († 1531, Гера), дъщеря на Хайнрих XIII фон Гера-Хартенщайн († 12 април 1538), II. на 9 август 1526 или 6 юни 1533 г. за Анна фон Глайхен-Тона (* ок. 1500; † сл. 1554), дъщеря на граф Зигмунд II фон Глайхен-Тона († 10 април 1525)
- Елизабет фон Глайхен-Ремда, омъжена за Анарг фон Вилденфелс († 1539)